# Ložnica (Savinja)
Ložnica je rijeka u Sloveniji. Duga je 26 km. Porječje iznosi 141 km². Ulijeva se u Savinju kod Celja. Od 1998. područje Ložnice je pod zaštitom.